# Bent - Polizia criminale
Bent - Polizia criminale (Bent) è un film del 2018 diretto da Bobby Moresco.

## Trama
Un ex poliziotto esce dal carcere e medita vendetta contro le persone che lo hanno incastrato. Nella ricerca dovrà confrontarsi con una agente governativa e con il suo mentore.

## Distribuzione
Il film è stato distribuito nelle sale cinematografiche italiane dal 25 luglio 2018.